# Ocholissa vidua
Ocholissa vidua is een keversoort uit de familie platsnuitkevers (Salpingidae). De wetenschappelijke naam van de soort werd in 1927 gepubliceerd door Gilbert John Arrow.